# طراد

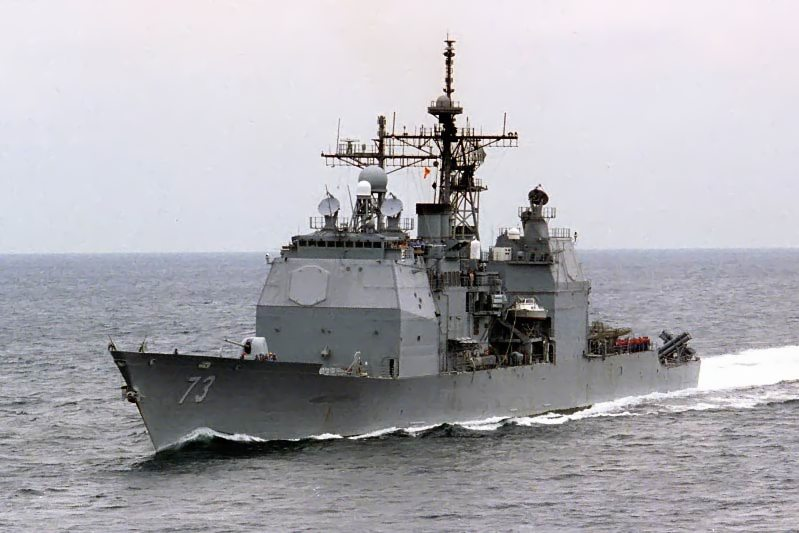
طراد أمريكي

الطَّرَّاد أو الطَّرَّادة (بالإنجليزية: Cruiser)‏ سفينة حربية كبيرة أخذت دورها العسكري منذ أواخر القرن التاسع عشر حتى نهاية الحرب الباردة وهي أكبر من المدمرة لكن أصغر من البارجة، وفي الوقت الحاضر استبدلت الطرادات بالمدمرات للقيام بذات المهام الحربية.
من الناحية التاريخية لم يكن الطراد نوعًا من السفن إنما اسمًا يطلق على نوع معين من المهام التي تؤديها السفن الحربية، حيث كان يطلق اسم طراد على السفن الحربية التي تكون بحجم الفرقاطات أو أصغر بحيث تنتدب هذه السفن للقيام بدور مستقل تماماً عن الأسطول وغالباً ما يناط بها مهمة مطاردة السفن التجارية للعدو ومن هنا جاء الاسم. ومع نهاية القرن التاسع عشر أصبح مفهوم الطراد ينحصر على إنجاز هكذا دور ومن عقد 1890 إلى عقد 1950 أصبح مفهوم الطرد يطلق على السفن الحربية الأكبر حجماً من المدمرات لكن أصغر من البوارج الحربية.